# Neukum (cràter marcià)
Neukum és un cràter d'impacte de Mart, localitzat al quadrangle Noachis (MC-27), a la regió de Noachis Terra. Té un diàmetre de 102 km. El llit del cràter compta amb una duna fosca de material basàltic.
La seva nomenclatura, fa referència al planetòleg alemany Gerhard Neukum, responsable de la càmera d'alta resolució de la Mars Express, mort en 2014.